# Кулан (Туркестанская область)
Кулан (каз. Құлан) — село в Тюлькубасском районе Туркестанской области Казахстана. Входит в состав Акбийкского сельского округа. Находится примерно в 6 км к северу от районного центра села им. Турара Рыскулова. Код КАТО — 516033200.

## Население
В 1999 году население села составляло 1371 человек (685 мужчин и 686 женщин). По данным переписи 2009 года, в селе проживало 1488 человек (748 мужчин и 740 женщин).